# Hirschenkogel

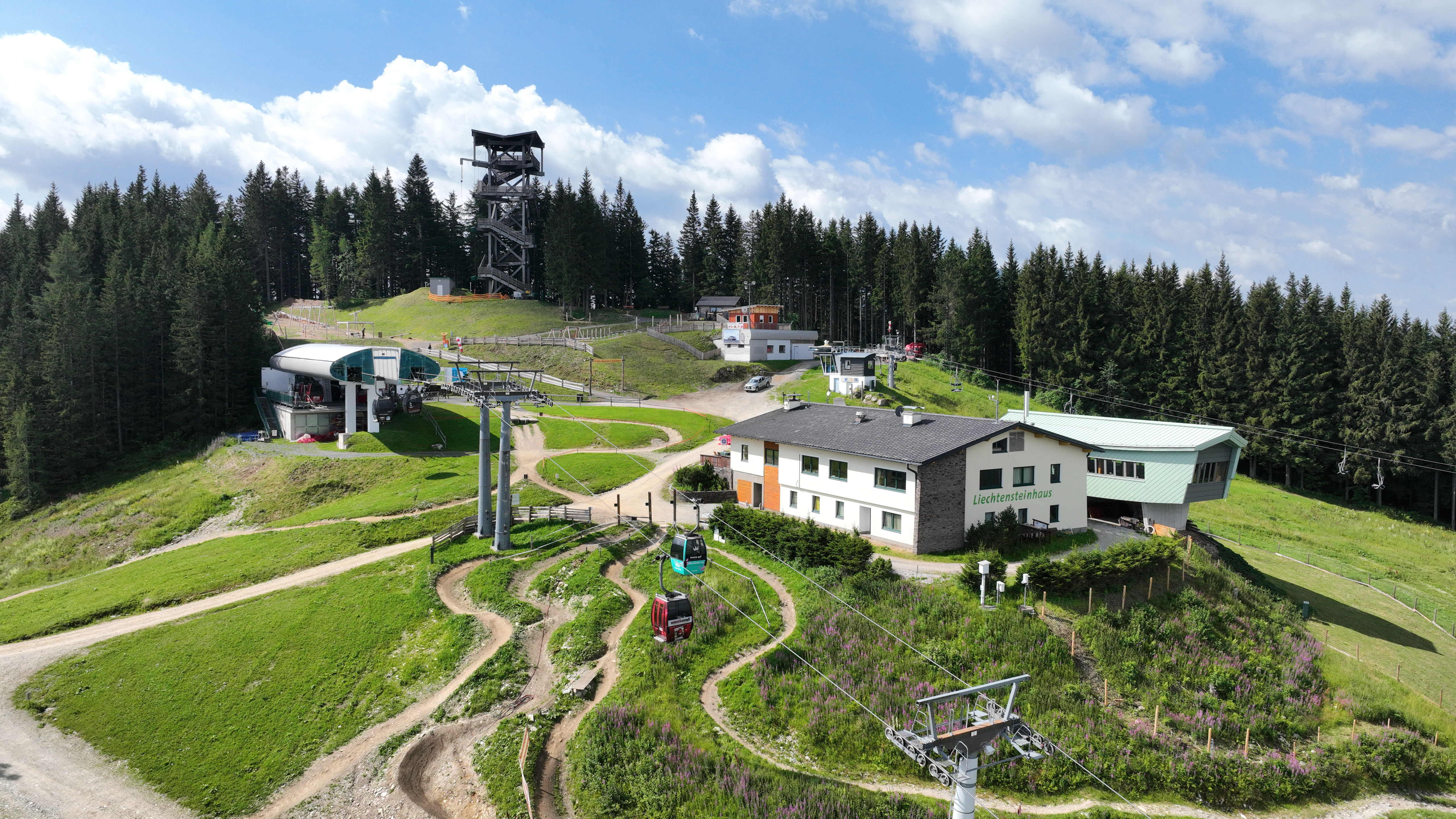
Gipfelbereich des Hirschenkogels mit dem Liechtensteinhaus und der 1999 eröffneten Millenniumswarte

Der Hirschenkogel ist ein 1340 m ü. A. hoher Berg an der Grenze zwischen Niederösterreich und der Steiermark direkt südlich über dem Semmering-Pass. Am Gipfel des Berges stehen die Milleniumswarte und in unmittelbarer Nähe das Liechtensteinhaus, ein Bergrestaurant.
Das Schigebiet am Hirschenkogel ist ein traditionsreiches Wintersportgebiet, das heute unter der Marke Zau[:ber:]g (ugs. Zauberberg) vermarktet wird. Es weist 14 Pistenkilometer auf und ist durch zwei Liftanlagen erschlossen – eine fix geklemmte Vierer-Sesselbahn und eine Achter-Gondelbahn. Letztere ist die einzige Kabinenbahn Niederösterreichs. Ein dritter Lift, der Kogel-Schlepplift, welcher 1988 gebaut wurde, wurde 2013 stillgelegt.
Das Schigebiet erstreckt sich von der Passhöhe des Semmerings in 984 m Seehöhe bis zum Gipfel des Hirschenkogels in 1340 m Seehöhe und ist nach Norden exponiert. Eine Besonderheit ist die mit 1300 Lux stärkste Flutlichtanlage Europas, die für Schirennen errichtet wurde, aber auch Hobbysportlern zum Nachtschilauf zur Verfügung steht. Alle Pisten sind mit künstlichen Beschneiungsanlagen ausgestattet, was einen durchgehenden Schibetrieb von Dezember bis März gewährleistet.
Zusätzlich gibt es eine 3 Kilometer lange Naturrodelbahn (Schlittenbahn), die direkt beim Ausstieg der Kabinenbahn beginnt. Die mit Lichteffekten, Figuren und Tunnel ausgestattete Rodelbahn ist durch die Beleuchtung auch am Abend nutzbar und stellt somit eine passende Alternative zum Schifahren dar. Ebenfalls abends beleuchtet und für Kleinkinder gedacht ist die 200 Meter lange Panhans-Rodelwiese auf der Semmering-Passhöhe, die sich direkt neben dem Kinderlift befindet.

## Alpiner Skiweltcup
Ende Dezember 1995 fanden am Hirschenkogel erstmals Rennen des Alpinen Skiweltcups statt. Auf dem Westhang wurden vor jeweils mehr als 10.000 Zusehern zwei Slaloms der Damen ausgetragen. In der Folgesaison kam es zu einer Neuauflage. Beginnend mit dem Winter 1997/98 wechselte sich Osttirols Hauptstadt Lienz mit dem Semmering als Veranstalter der kurz vor dem Jahreswechsel stattfindenden Damenrennen ab.
Seit 1998 werden am Hirschenkogel alle zwei Jahre je ein Riesenslalom und ein Flutlicht-Slalom auf der Panorama-Piste gefahren. Der Riesenslalom wird von einer Rampe gestartet, wodurch der Start höher als der Berggipfel liegt. Die Strecke führt teilweise über das Gebiet des Bundeslandes Steiermark, wo sich auch der Slalomstart befindet. Das Ziel liegt wieder auf niederösterreichischem Boden.
Die Rennen am Semmering zählen, begünstigt durch das große Einzugsgebiet Ostösterreichs, zu jenen mit dem größten Publikum im Alpinen Damen-Skiweltcup. Um dem Andrang gerecht zu werden, wird eine der beiden Fahrbahnen der Semmering Schnellstraße gesperrt und als Parkplatz benutzt.

Panorama des Schigebiets am Hirschenkogel

| Jahr | Riesenslalom                                 | Slalom                             | 2. Riesenslalom  |
| ---- | -------------------------------------------- | ---------------------------------- | ---------------- |
| 1995 | –                                            | Pernilla Wiberg Elfi Eder          | –                |
| 1996 | –                                            | Pernilla Wiberg Deborah Compagnoni | –                |
| 1998 | Anita Wachter                                | Kristina Koznick                   | –                |
| 2000 | Sonja Nef                                    | Janica Kostelić                    | –                |
| 2002 | Karen Putzer                                 | Janica Kostelić                    | –                |
| 2004 | Marlies Schild                               | Marlies Schild                     | –                |
| 2006 | Kathrin Zettel                               | Therese Borssén                    | –                |
| 2008 | Kathrin Zettel                               | Maria Höfl-Riesch                  | –                |
| 2010 | Tessa Worley                                 | Marlies Schild                     | –                |
| 2012 | Anna Fenninger                               | Veronika Velez-Zuzulová            | –                |
| 2016 | Mikaela Shiffrin                             | Mikaela Shiffrin                   | Mikaela Shiffrin |
| 2018 | Petra Vlhová                                 | Mikaela Shiffrin                   | –                |
| 2020 | Absage des 2. Durchgangs aufgrund des Windes | Michelle Gisin                     | –                |
| 2022 | Mikaela Shiffrin                             | Mikaela Shiffrin                   | Mikaela Shiffrin |
| 2024 | Federica Brignone                            | Zrinka Ljutić                      | –                |